# 鈴木はるこ
鈴木 はるこ（すずき はるこ、12月18日 - ）は、日本の女性声優。神奈川県出身。以前はイエローテイル（ジュニア）に所属していた。

## 出演作品

### テレビアニメ
- 狼と香辛料
- こんにちは アン 〜Before Green Gables（テッサ）

### OVA
- 華ヤカ哉、我ガ一族 キネトグラフ（浅木フミ）

### Webアニメ
- うたがめ（子分）

### ゲーム
- 源狼 GENROH（安徳帝[2]）
- 三極姫〜三国乱世・覇天の采配〜（楽進文謙[3]、董白[4]）
- 出撃!! 乙女たちの戦場2〜天翔ける衝撃の絆〜（エシュロン[5]、鳳凰院 あやめ[6]）
- 戦極姫2〜戦乱の世、群雄嵐の如く〜（最上義光、村上さん）
- 華ヤカ哉、我ガ一族（フミ）
- 萌え萌え大戦争☆げんだいばーんシリーズ（エスト）
  - 萌え萌え大戦争☆げんだいばーん
  - 萌え萌え大戦争☆げんだいばーん+
  - 萌え萌え大戦争☆げんだいばーん 3D[7]
  - 萌え萌え大戦争☆げんだいばーん++